# Алатырский муниципальный округ
Алатырский муниципальный округ (чув. Улатӑр муниципалитет округӗ) — муниципальное образование Чувашской Республике (Российская Федерация), административным центром которого является город Алатырь. Главой муниципального округа является Шпилевая Нина Ивановна (2024).
Алатырский муниципальный округ образован 17 мая 2024 году в границах двух административно-территориальных единиц Чувашской Республики — города республиканского значения Алатырь и Алатырского района в результате объединения двух муниципальных округов — городского округа город Алатырь и Алатырского муниципального округа (первого формирования), существовавшего с 2022 года в границах Алатырского района.

## История

### Алатырский муниципальный округ (2022—2024)
Алатырский муниципальный округ (первого формирования) был образован на основании закона Чувашской Республики № 14 от 29 марта 2022 годав границах Алатырского района в результате преобразования Алатырского муниципального района Чувашской Республики путём преобразования муниципальных образований — Алтышевское, Атратское, Ахматовское, Восходское, Иваньково-Ленинское, Кирское, Кувакинское, Междуреченское, Миренское, Новоайбесинское, Октябрьское, Первомайское, Сойгинское, Староайбесинское, Стемасское, Чуварлейское сельские поселения Алатырского района Чувашской Республики путём их объединения во вновь образованное муниципальное образование «Алатырский муниципальный округ Чувашской Республики» с согласия населения, выраженного представительными органами указанных сельских поселений и Алатырского района Чувашской Республики.
Административным центром Алатырского муниципального округа стал город Алатырь. При этом в границах города республиканского значения Алатырь существовало самостоятельное муниципальное образование «городской округ город Алатырь» (ранее город также не входил в состав Алатырского муниципального района).

### Алатырский муниципальный округ (с 2024)
17 мая 2024 года Глава Чувашской Республики подписал закон, согласно которому были преобразованы городской округ — город Алатырь Чувашской Республики и Алатырский муниципальный округ Чувашской Республики (2023—2024) путём их объединения во вновь образованное муниципальное образование «Алатырский муниципальный округ Чувашской Республики» с согласия населения, выраженного представительными органами города Алатыря Чувашской Республики и Алатырского муниципального округа Чувашской Республики. Административным центром вновь образованного муниципального образования «Алатырский муниципальный округ Чувашской Республики» был обозначен город Алатырь.
Днем создания вновь образованного муниципального образования является день вступления в силу закона от 17 мая 2024 года (закон вступил в силу со дня его официального опубликования в сетевом издании «право21.рф» 17 мая 2024 года).

## Органы местного самоуправления
Органами местного самоуправления Алатырского муниципального округа являются: глава Алатырского муниципального округа Чувашской Республики и Собрание депутатов Алатырского муниципального округа Чувашской Республики.

## Территориальное устройство
В состав территории Алатырского муниципального округа Чувашской Республики кроме города республиканского значения Алатырь входят населенные пункты, не являющиеся муниципальными образованиями:
1) село Алтышево, поселки Анютино, Баевка, Борки, Знаменка, Кученяево, Лесной, Низовка, Новиковка, Новое Алтышево, входящие в состав административно-территориальной единицы Алтышевское сельское поселение;
2) село Атрать, поселки Алтышево-Люльский, Атрать, Юность, входящие в состав административно-территориальной единицы Атратское сельское поселение;
3) село Ахматово, входящее в состав административно-территориальной единицы Ахматовское сельское поселение;
4) поселки Восход, Калинино, входящие в состав административно-территориальной единицы Восходское сельское поселение;
5) село Иваньково-Ленино, поселки Безбожник, Соловьевский, Шумы, входящие в состав административно-территориальной единицы Иваньково-Ленинское сельское поселение;
6) поселки Киря, Полукиря, входящие в состав административно-территориальной единицы Кирское сельское поселение;
7) села Кувакино, Березовый Майдан, Злобино, Ичиксы, входящие в состав административно-территориальной единицы Кувакинское сельское поселение;
8) села Междуречье, Сурский Майдан, поселки Березовая Поляна, Первое Мая, входящие в состав административно-территориальной единицы Междуреченское сельское поселение;
9) села Миренки, Явлеи, входящие в состав административно-территориальной единицы Миренское сельское поселение;
10) село Новые Айбеси, поселки Искра, Сальный, входящие в состав административно-территориальной единицы Новоайбесинское сельское поселение;
11) поселок Алтышево, входящее в состав административно-территориальной единицы Октябрьское сельское поселение;
12) поселки Первомайский, Чапаевка, входящие в состав административно-территориальной единицы Первомайское сельское поселение;
13) село Сойгино, входящее в состав административно-территориальной единицы Сойгинское сельское поселение;
14) село Старые Айбеси, деревня Новые Выселки, входящие в состав административно-территориальной единицы Староайбесинское сельское поселение;
15) село Стемасы, входящее в состав административно-территориальной единицы Стемасское сельское поселение;
16) село Чуварлеи, деревня Ялушево, поселок Санаторный, входящие в состав административно-территориальной единицы Чуварлейское сельское поселение.

## Символика
Герб Алатырского муниципального округа утверждён решением собрания депутатов Алатырского района № 25/07 от 27 октября 2017 года.
В червлёном поле с узкой каймой многократно пересечённой серебром и золотом, три золотых колчана наполненных стрелами: два и один.

Флаг Алатырского муниципального округа утверждён решением собрания депутатов Алатырского района № 25/07 от 27 октября 2017 года.
Прямоугольное полотнище с отношением ширины к длине 2:3, воспроизводящее композицию герба Алатырского района в красном, жёлтом и белом цветах.